# イスラエル博物館
イスラエル博物館（イスラエルはくぶつかん、ヘブライ語: מוזיאון ישראל,ירושלים（Muze'on Yisrael, Yerushalayim）、英語: Israel Museum, Jerusalem）は、イスラエルの首都エルサレムに所在する国立博物館で、配下にロックフェラー博物館も抱えている。
同博物館内の「聖書館」は、死海文書を所蔵・展示していることで有名であり、死海文書は2001年に初台の東京オペラシティにおいて開催された「東京大聖書展」において日本においても公開された。
マウリッツ・エッシャー作品のコレクションも有しており、うち152点が2018年に日本で公開された。
- 博物館の全景
- 第二神殿時代のエルサレムの模型
- 聖書館
- Love (彫刻)

## 参照項目
- ロックフェラー博物館